# Darceta hesperina
Darceta hesperina är en fjärilsart som beskrevs av Herrich-Schäffer 1856. Darceta hesperina ingår i släktet Darceta och familjen nattflyn. Inga underarter finns listade i Catalogue of Life.